# Brachystegia
Brachystegia Benth., 1865 è un genere di piante della famiglia delle Fabacee (sottofamiglia Detarioideae), nativo dell'Africa tropicale.
Le piante di questo genere sono comunemente note come miombo, e sono le specie predominanti delle foreste di miombo dell'Africa centrale e meridionale.

## Descrizione
Il genere comprende specie a portamento arboreo, con chioma appiattita. 
Le foglie sono decidue, composte, paripennate.

I fiori sono ermafroditi, con calice unito alla corolla; sono riuniti in infiorescenze terminali a racemo. 

I frutti sono baccelli bivalve, deiscenti a maturità, contenenti un numero variabile di semi di forma appiattita.

## Distribuzione e habitat
Le foreste di Brachystegia occupano una vasta area dell'Africa centro-meridionale che si estende dall'Angola ad ovest alla Tanzania ad est, spingendosi a sud sino al Sudafrica. 
Oltreché nei suddetti paesi le si può trovare in Burundi, nella Repubblica Democratica del Congo, in Malawi, Zambia, Mozambico e Zimbabwe.

## Tassonomia
Il genere Brachystegia comprende le seguenti specie: 
- Brachystegia allenii Burtt Davy & Hutch
- Brachystegia angustistipulata De Wild.
- Brachystegia appendiculata  Benth.
- Brachystegia astlei Hoyle
- Brachystegia bakeriana Burtt Davy & Hutch
- Brachystegia bequaertii De Wild.
- Brachystegia boehmii Taub.
- Brachystegia bournei Greenway
- Brachystegia bussei Harms
- Brachystegia cynometroides Harms
- Brachystegia eurycoma Harms
- Brachystegia floribunda Benth.
- Brachystegia glaberrima R.E.Fries
- Brachystegia gossweileri Burtt Davy & Hutch
- Brachystegia kennedyi Hoyle
- Brachystegia laurentii Hoyle
- Brachystegia leonensis Burtt Davy & Hutch
- Brachystegia letestui De Wild.
- Brachystegia longifolia Benth.
- Brachystegia lujae De Wild.
- Brachystegia manga De Wild.
- Brachystegia michelmorei Hoyle
- Brachystegia mildbraedii Harms
- Brachystegia nigerica Hoyle & A.P.D.Jones
- Brachystegia oblonga Sim
- Brachystegia puberula Burtt Davy & Hutch
- Brachystegia russelliae I.M.Johnst.
- Brachystegia spiciformis Benth.
- Brachystegia stipulata De Wild.
- Brachystegia tamarindoides Benth.
- Brachystegia taxifolia Harms
- Brachystegia utilis Burtt Davy & Hutch.
- Brachystegia × welwitschii Taub.